# Ofer Waldman
Ofer Waldman (hebräisch עופר ולדמן; * 1979 in Jerusalem) ist ein deutscher und israelischer Autor, Musiker, Aktivist und Berater. Er war und ist bei verschiedenen deutschen und israelischen Firmen, Institutionen, Stiftungen und NGOs tätig. In seiner Arbeit befasst er sich mit politischen, gesellschaftlichen, kulturellen und historischen Fragen aus  deutsch-israelischen und europäisch-israelischen Themenfeldern. 

## Leben
1999 kam er das erste Mal als Musiker des West-Eastern Divan Orchesters nach Deutschland. Von 2000 bis 2006 studierte er Orchestermusik (Hornist) an der Universität der Künste, Berlin. Bis 2014 verfolgte er eine Karriere als Hornist in mehrern deutschen und israelischen Orchestern, darunter im Rundfunk-Sinfonieorchester Berlin, im Orcheseter der Deutschen Oper Berlin, in der Staatsphilharmonie Nürnberg, an der New Israeli Opera und im Israel Philharmonic Orchestra. Von 2009 bis 2014 studierte er Deutschlandstudien an der Hebräischen Universität, Jerusalem. 2020 promovierte er in den Fächern Geschichtswissenschaft und Germanistik an der Hebräischen Universität, Jerusalem, und an der Freien Universität Berlin.
Seit 2015 ist Waldman als freier Autor und Journalist tätig, insbesondere für deutsche Rundfunkanstalten wie Deutschlandfunk Kultur, wie auch für öffentliche Institutionen wie die Bundeszentrale für politische Bildung. Er schreibt Bücher, Features, Meinungskolumnen und Hörspiele, die sich mit politischen, gesellschaftlichen und kulturellen Fragen aus Deutschland und Israel befassen.
Zwischen 2016 und 2019 war Waldman Vorstandsvorsitzender des New Israel Fund Deutschland e.V., dem deutschen Ableger des New Israel Fund (NIF), der dem progressiven Lager in Israel zugerechnet wird und einer Reihe bekannter NGOs in Israel unterstützt, wie der Association for Civil Rights in Israel, Standing Together u. v. m. Er ist auch Mitglied im International Council des NIF. Dazu ist er als Berater in deutsch-israelischen Angelegenheiten für mehrere NGOs, Stiftungen und öffentliche Institutionen tätig.
Für das Jüdische Museum Berlin (JMB) initiierte Waldman 2022 die Veranstaltungsreihe „Chewruta“ als Begleitprogramm der Ausstellung „Zerheilt“ von Frederic Brenner. Im Jahr 2025 moderiert er die Digital Lecture Series „Déjà-vu. Neue Suche nach alten Antworten“ mit Delphine Horvilleur, Eva Illouz u. a. Darüber hinaus arbeitet Waldman regelmäßig für das JMB als Programmkurator, Moderator und Panelist.
Im Sommer 2025 übernahm Waldman die Leitung des Israel-Büros der Heinrich-Böll-Stiftung in Tel Aviv.

## Veröffentlichungen
- Verkämpftes Land. Beobachtungen. Göttingen: Wallstein 2025, ISBN 978-3-8353-5979-6
- Singularkollektiv. Erzählungen. Göttingen: Wallstein 2023, ISBN  978-3-8353-5536-1
- mit Sasha Marianna Salzmann: Gleichzeit. Briefe zwischen Israel und Europa. Berlin: Suhrkamp 2024, ISBN 978-3-518-43213-6

## Hörspiele
- „Wer weiß, wer kennt? Das Amt für Verwandtensuche“ (mit Noam Brusilovsky, rbb, 2025)
- Adolf Eichmann: Ein Hörprozess (mit Noam Brusilovsky, rbb/Deutschlandfunk, 2021), Träger des Deutschen Hörspielpreises der ARD, 2021
- „We Love Israel“ (mit Noam Brusilovsky, SWR – Staffel 1 in 2018, Staffel 2 in 2019)

## Auszeichnungen
- 2011: Rektor-Preis, Hebräische Universität, Jerusalem
- 2015–2017: Internationales DAAD Promotionsstipendium
- 2018: Auszeichnung als „Hörspiel des Monats“ (für „We Love Israel“) von der Deutschen Akademie der darstellenden Künste
- 2019: ARD-Nominierung als deutscher Beitrag für den europäischen Radiowettbewerb „Prix Europa“ (für „We Love Israel“ beim SWR2, zusammen mit Noam Brusilovsky)
- 2020: Nominierung durch den SWR zum „CIVIS“ europäischen Medienpreis
- 2021: Deutscher Hörspielpreis der ARD für „Adolf Eichmann: Ein Hörprozess“ (rbbKultur/Deutschlandfunk)